# Vert-Buisson
Vert-Buisson (Verdbouhon en wallon) orthographié aussi Vertbuisson et Vert Buisson est un hameau de la commune belge de Theux située en Région wallonne dans la province de Liège.
Avant la fusion des communes de 1977, le hameau faisait partie de la commune de La Reid.

## Situation
Ce hameau ardennais entouré de bois se situe à une altitude de 420 m près des sources du Ninglinspo. Il est voisin des hameaux de Desnié, Banoyard, Jehoster, Hautregard et Ville-au-Bois et se trouve sur la limite de la Porallée.

## Description
Vert-Buisson se caractérise par les matériaux locaux utilisés pour construire les maisons et fermettes donnant au hameau une belle unité de ton.
À proximité du hameau, se trouve la charmille du Haut-Marais.